# Аргуэльо, Бетзабет
Бетзабет Анжелика Аргуэльо Виллегас (исп. Betzabeth Angelica Arguello Villegas; 28 января 1991, Сан-Карлос, Кохедес, Венесуэла) — венесуэльская спортсменка, борец вольного стиля, участник Олимпийских игр 2016 года в Рио-де-Жанейро.

## Карьера
В марте 2016 года в американском Фриско в квалификационном турнире она завоевала лицензию на Олимпийские игры в Рио-де-Жанейро.
В августе 2016 года на Олимпийских играх в в женских соревнованиях вольным стилем до 53 кг она уступила в схватке за бронзу Наталье Синишин из Азербайджана, заняв итоговое 5 место.
В ноябре 2017 года Аргуэльо стала победителем Боливарианских игр, которые проходили в колумбийском городе проходивших в Санта-Марте.
В мае 2022 года Аргуэльо завоевала бронзовую медаль на чемпионате Панамерики, который проходил в Акапулько (Мексика). В конце июня 2022 года в колумбийском Вальедупаре она выиграла серебряную медаль на Боливарианских играх. В октябре 2022 года она заняла второе место на Южноамериканских играх, которые прошли в Асунсьоне (Парагвай).
В мае 2023 года в Буэнос-Айресе в финале чемпионате Панамерики, она уступила эквадорке Лусии Епес, став серебряным призёром. В начале ноября 2023 года на Панамериканских играх 2023 года, проходивших в Сантьяго, она завоевала бронзовую медаль.
В середине февраля 2024 году Аргуэльо, как и год назад уступив финале Лусии Епес из Эквадора, завоевала серебряную медаль на чемпионате Панамерики, проходившем в Акапулько. Несколько дней спустя, на Панамериканском квалификационном турнире, проходившем в Акапулько, она получила лицензию для Венесуэлы на летние Олимпийские игры, которые пройдут в Париже.

## Достижения
- Центральноамериканские и Карибские игры 2014 — ;
- Южноамериканские игры 2014 — ;
- Панамериканский чемпионат по борьбе 2015 — ;
- Панамериканские игры 2015 — ;
- Панамериканский чемпионат по борьбе 2016 — ;
- Летние Олимпийские игры 2016 — 5;
- Боливарианские игры 2017 — ;
- Панамериканский чемпионат по борьбе 2018 — ;
- Центральноамериканские и Карибские игры 2018 — ;
- Южноамериканские игры 2018 — ;
- Панамериканские игры 2019 — ;
- Панамериканский чемпионат по борьбе 2022 — ;
- Боливарианские игры 2022 — ;
- Южноамериканские игры 2022 — ;
- Панамериканский чемпионат по борьбе 2023 — ;
- Центральноамериканские и Карибские игры 2023 — ;
- Панамериканские игры 2023 — ;
- Панамериканский чемпионат по борьбе 2024 — ;